# Ataque aéreo en el Aeropuerto Internacional de Bagdad de 2020
El ataque aéreo en el Aeropuerto Internacional de Bagdad ocurrió el 3 de enero de 2020, cuando Estados Unidos lanzó un ataque aéreo contra un convoy que viajaba cerca del terminal de tierra y que transportaba a varios pasajeros, incluidos el comandante general y el comandante de la Fuerza Quds de los Cuerpos de la Guardia Revolucionaria Islámica iraní (CGRI), Qasem Soleimani, y el comandante de las Fuerzas de Movilización Popular iraquí, Abu Mahdi al-Muhandis. El gobierno iraní consideró el ataque como un acto de terrorismo.
El ataque se produjo durante la crisis del Golfo Pérsico, que comenzó después de que Estados Unidos se retirara en 2018 del acuerdo nuclear de 2015 con Irán, volviera a imponer sanciones y acusara a elementos iraníes de fomentar una campaña para acosar a las fuerzas estadounidenses en la región en 2019. El 27 de diciembre de 2019, la base aérea K-1 en Irak, que alberga personal iraquí y estadounidense, fue atacada y mató a un contratista estadounidense. Estados Unidos respondió lanzando ataques aéreos en Irak y Siria, matando supuestamente a 25 milicianos de Kataeb Hezbolá. Días después, milicianos chiitas y sus partidarios tomaron represalias atacando la embajada de Estados Unidos en la Zona Verde.

## Antecedentes

### Actividades estadounidense en Irak desde 2014
Estados Unidos intervino en Irak en 2014 como parte de la Operación Resolución Inherente (ORI), la misión dirigida por Estados Unidos para degradar y combatir la organización terrorista Estado Islámico, y ha estado entrenando y operando junto a fuerzas iraquíes como parte de la coalición anti-Estado Islámico. El Estado Islámico fue ampliamente repelido de Irak en 2017 durante la guerra civil iraquí, con la ayuda de las milicias chiitas respaldadas principalmente por Irán, las Fuerzas de Movilización Popular (FMP), que informan al primer ministro iraquí desde 2016, y la Fuerzas Armadas Iraquíes, respaldadas por Estados Unidos.
Las tensiones aumentaron entre Irán y los Estados Unidos en 2018 cuando el presidente de los Estados Unidos, Donald Trump, se retiró unilateralmente del acuerdo nuclear de 2015 y volvió a imponer sanciones contra Irán, lo que «condujo a una fuerte recesión en la economía de Irán». En la crisis del Golfo Pérsico de 2019-2020 que siguió, las potencias occidentales consideraron los ataques contra campos petroleros sauditas y varios barcos petroleros como una de las respuestas de Irán a las sanciones, aunque Irán negó su responsabilidad. En septiembre de 2019, campos petroleros sauditas fueron atacados por drones. Arabia Saudita y Estados Unidos culparon a Irán, aunque Irán negó su responsabilidad.

### Influencia de Soleimani dentro de Irán
El general Qasem Soleimani era considerado la segunda persona más poderosa de Irán, detrás del líder supremo de Irán, el ayatolá Ali Jamenei, y en sus últimos años disfrutó de un estatus heroico casi indiscutible, especialmente entre los partidarios de la política de línea dura de Teherán.
Desde la guerra entre Irán e Irak (1980-1988), en la que Irán fue atacado por el Irak de Sadam Huseín con la importante ayuda de varios países occidentales que se pusieron del lado de Hussein contra la república islámica del Ayatolá Ruhollah Jomeiní en Teherán, con notablemente Mientras Estados Unidos suministraba armas e inteligencia a Irak, Soleimani se había convertido en el arquitecto de todas las políticas exteriores de Irán en el Medio Oriente y una figura clave en todas las políticas exteriores y de defensa de Irán. Brindó un apoyo crucial al régimen del presidente Bashar al-Ásad durante la guerra civil siria. En su carta de 2008 al general estadounidense David Petraeus, entonces comandante de la fuerza multinacional en Irak, afirmó: "General Petraeus, debe saber que yo, Qasem Soleimani, estoy a cargo de las políticas iraníes relativas a Irak, Líbano, Gaza y Afganistán ". Los supuestos vínculos de Irán con los talibanes fueron citados como parte de la justificación del asesinato de Soleimani. Eso hizo que su asesinato a manos de Estados Unidos el 3 de enero de 2020 fuera un agravamiento significativo de las tensiones existentes entre Estados Unidos e Irán.

## Preparativos

### Diciembre de 2019
El 27 de diciembre de 2019, la Base Aérea K-1 en la provincia de Kirkuk, Irak, una de las muchas bases militares iraquíes que albergan al personal de la coalición Operación Resolución Inherente, fue atacada por más de 30 cohetes, matando a un contratista civil de los Estados Unidos e hiriendo a cuatro miembros del servicio de los Estados Unidos y dos miembros del personal de las fuerzas de seguridad iraquíes. Estados Unidos culpó a la milicia Kataeb Hezbolá respaldada por Irán por el ataque.
Un alto funcionario de los Estados Unidos dijo que hubo una «campaña» de 11 ataques contra bases iraquíes que hospedaban al personal de ORI en los dos meses anteriores al incidente del 27 de diciembre, muchos de los cuales los Estados Unidos atribuyó a Kataeb Hezbolá.
El 29 de diciembre de 2019, ataques aéreos estadounidenses en la sede de Kataeb Hezbolá mataron a 25 miembros de la milicia.
El 31 de diciembre de 2019, después de un funeral para los milicianos de Kataeb Hezbolá que fueron asesinados por los ataques aéreos estadounidenses anteriores, una multitud enojada de decenas de milicianos chiitas iraquíes y sus partidarios marcharon a través de los perímetros de la Zona Verde fuertemente fortificada de Bagdad y rodearon el complejo de la embajada de los Estados Unidos. Según Associated Press, las fuerzas de seguridad iraquíes no intentaron detener a la turba y les permitieron pasar un punto de control de seguridad. Decenas de manifestantes se estrellaron contra una puerta principal del puesto de control, prendieron fuego al área de recepción, alzaron banderas de la milicia de las Fuerzas de Movilización Popular, dejaron carteles antiestadounidenses y rociaron grafiti antiestadounidense.
El presidente Trump acusó a Irán de «orquestar» el ataque a la embajada y agregó que serían considerados «totalmente responsables». El Ministerio de Relaciones Exteriores de Irán negó que estuvieran detrás de las protestas en la embajada de los Estados Unidos y advirtió contra cualquier represalia. El líder supremo de Irán, Alí Jamenei, tuiteó: «Si Irán quiere luchar contra un país, atacará directamente». El hijo de Trump, Eric Trump, hizo un tuit sugerente presagiando los ataques del 2 de enero, y luego lo eliminó.

### Enero de 2020
El 2 de enero de 2020, el secretario de Defensa de los Estados Unidos, Mark Esper, dijo que «el juego ha cambiado» y declaró que Estados Unidos atacaría preventivamente a grupos paramilitares respaldados por Irán en Irak si había indicios de que se estaban preparando para atacar a las fuerzas estadounidenses, y también instó al gobierno iraquí a resistir la influencia iraní. El presidente del Estado Mayor Conjunto de los Estados Unidos, Mark A. Milley, enfatizó que cualquier grupo que intente invadir la embajada de Bagdad «se encontrará con una sierra».

## Ataque
El 3 de enero de 2020, a las 12:32 a. m. (hora local), el avión Airbus A320 Cham Wings de Soleimani llegó al Aeropuerto Internacional de Bagdad procedente del Aeropuerto Internacional de Damasco después de sufrir un retraso de dos horas por razones desconocidas.  Un dron MQ-9 Reaper de la Fuerza Aérea de Estados Unidos y otros aviones militares merodeaban sobre el área mientras Soleimani y otras figuras paramilitares pro-iraníes, incluido Abu Mahdi al-Muhandis, líder de las Fuerzas de Movilización Popular de Irak se encontraban en el lugar,  posteriormente entraron en un Toyota Avalon y un Hyundai Starex y salieron del aeropuerto hacia el centro de Bagdad. A las 12:47 a. m., el dron Reaper lanzó varios misiles, impactando el convoy en una carretera de acceso cuando salía del aeropuerto, envolviendo los dos autos en llamas, matando a 10 personas. 
El Departamento de Defensa de los Estados Unidos emitió una declaración manifestando que el ataque estadounidense se llevó a cabo «bajo la dirección del presidente» y afirmó que Soleimani había estado planeando nuevos ataques contra diplomáticos y personal militar estadounidenses y que había aprobado los ataques contra la embajada estadounidense en Bagdad y estaba destinado a disuadir futuros ataques.
Según Arab News, con sede en Arabia Saudita, el dron que atacó el convoy de Soleimani había sido lanzado desde la base aérea de Al Udeid en Catar y estaba controlado remotamente por operadores en la base de la Fuerza Aérea de Creech. Una declaración de la Fuerza Aérea del Cuerpo de Guardias de la Revolución Islámica de Irán (CGRI) afirmó que la Base Aérea Ali Al Salem en Kuwait participó, entre otras bases en la región, en la operación que se ejecutó recientemente cerca del aeropuerto de Bagdad. Kuwait convocó al embajador iraní en Kuwait por la declaración y expresó el resentimiento de Kuwait y su negación categórica ante tal declaración. Según Ahmed al-Asadi, miembro del Parlamento iraquí, los drones "eran 3 vehículos aéreos no tripulados estadounidenses que despegaron de la base militar de Ain al-Asad y volaron en el cielo de Bagdad durante 20 horas el jueves por la mañana y luego "Regresé directamente a la base de Ain al-Assad después de llevar a cabo la operación de asesinato".

### Bajas

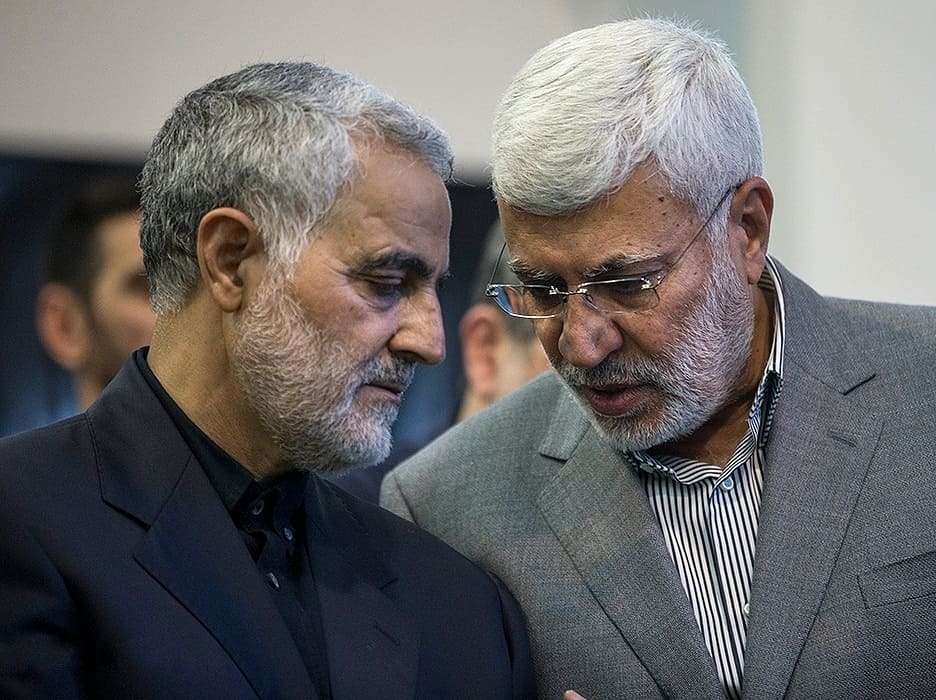
Qasem Soleimani a la derecha y Abu Mahdi al-Muhandis a la izquierda, dos de los fallecidos en el ataque.

El cuerpo de Soleimani fue identificado usando un anillo que llevaba en su dedo. Los resultados de ADN con respecto a la identificación de las víctimas aún están pendientes, sin embargo, un alto funcionario del Pentágono declaró que había «alta probabilidad» de que se identificara a Soleimani.
El IRGC dijo que un total de diez personas murieron. Junto con Soleimani, también murieron otros cuatro oficiales del IRGC: el general de brigada Hossein Pourjafari, el coronel Shahroud Mozafarinia, el mayor Hadi Taremi y el capitán Vahid Zamanian. Las cinco víctimas restantes fueron miembros iraquíes de las PMF: el vicepresidente Abu Mahdi al-Muhandis, el jefe de protocolo y relaciones públicas Muhammed Reza al-Jaberi, Mohammad al-Shibani, Hassan Abdul Hadi y Heydar Ali.

## Impacto
La muerte de Soleimani aumentó las tensiones entre Estados Unidos e Irán. Un portavoz del gobierno iraní dijo que el máximo órgano de seguridad del país celebraría una reunión extraordinaria en breve para discutir el «acto criminal de ataque».
Los precios mundiales del petróleo se dispararon más de un cuatro por ciento a raíz del ataque, lo que elevó los valores del petróleo en la bolsa de valores de Londres. Además, los contratos de futuros de acciones estadounidenses y las acciones asiáticas revirtieron sus ganancias del día mientras que los inversores se movieron hacia activos de «refugio seguro» como el oro, los bonos del tesoro y el yen japonés. A raíz del ataque, «Tercera Guerra Mundial» y «Franz Ferdinand» se convirtieron en tema de tendencia en Twitter.
Después del ataque, en la noche del 2 de enero de 2020 (hora de los Estados Unidos), varios aviones con miembros del servicio estadounidense despegaron de bases en el este de los Estados Unidos. De acuerdo con software de seguimiento de aviones en línea, viajaron hacia el este, y con Boeing KC-135 Stratotankers de los Estados Unidos despegaron simultáneamente de la base de la Real Fuerza Aérea Mildenhall en el Reino Unido.
La embajada de los Estados Unidos en Bagdad instó a los estadounidenses en Irak a abandonar el país inmediatamente «por vía aérea, mientras sea posible, y en su defecto, a otros países por tierra», mientras que la embajada de Francia en Teherán, Irán, envió un mensaje de Twitter instando a sus ciudadanos a mantenerse alejados de reuniones públicas y comportarse con prudencia y discreción y abstenerse de tomar fotografías en espacios públicos.

### Presunto ataque aéreo
El día después del ataque al aeropuerto de Bagdad, las noticias estatales iraquíes informaron que había habido otro ataque aéreo contra un convoy de unidades médicas de las Fuerzas de Movilización Popular Iraquíes cerca del Campamento Tayí en Tayí, al norte de Bagdad. Una fuente del ejército iraquí dijo a Reuters que el ataque mató a seis personas e hirió de gravedad a tres. Las FMP dijeron más tarde que no había ningún comandante de alto rango en el convoy y las Brigadas Imam Ali negaron los informes sobre la muerte de su líder. Las FMP también negaron que algún convoy médico estuviera dirigido a Taji. No hubo información sobre quién llevó a cabo el ataque. El portavoz de la Operación Resolución Inherente, coronel Myles B. Caggins III, dijo que la coalición no lo hizo, mientras que el Comando de Operaciones Conjuntas de Irak negó los informes de que se hubiera producido un ataque de este tipo, diciendo que era simplemente un rumor falso que se difundió rápidamente debido al ataque anterior al aeropuerto.

### Respuesta iraní
Un portavoz del gobierno iraní dijo que el máximo organismo de seguridad del país celebraría en breve una reunión extraordinaria para discutir el "acto criminal de ataque". El líder supremo de Irán, Ali Jamenei, advirtió que "las represalias están esperando". el 4 de enero, el Departamento de Seguridad Nacional de Estados Unidos dijo que no había "ninguna amenaza específica y creíble" al territorio continental de Estados Unidos, pero advirtió sobre las capacidades iraníes.  Trump advirtió a Teherán que cualquier represalia resultaría en que Estados Unidos atacara 52 sitios importantes iraníes, incluidos sitios culturales. Se informó que los 52 sitios representaban a los 52 rehenes estadounidenses retenidos durante la crisis de los rehenes en Irán. Hosein Dehqán, el principal asesor militar de Irán, y el ministro de Asuntos Exteriores iraní, Yavad Zarif, afirmaron que los ataques a sitios culturales iraníes serían graves violaciones del derecho internacional. El secretario de Estado de Estados Unidos, Mike Pompeo, evitó una respuesta directa cuando se le preguntó sobre los objetivos culturales, diciendo que Washington hará lo correcto y lo que sea consistente con la ley estadounidense.  El secretario de Defensa estadounidense, Mark Esper, afirmó más tarde que los sitios culturales no serían atacados porque "esas son las leyes de los conflictos armados".

El 5 de enero de 2020, la Asamblea Consultiva Islámica de Irán coreó "Estados Unidos, el mayor Satán", durante su sesión. Ese día, Irán anunció que suspendería todos sus compromisos en virtud del acuerdo nuclear de 2015 excepto que continuaría cooperando con el organismo de control nuclear de las Naciones Unidas, la Agencia Internacional de Energía Atómica. El comunicado añade: "Si se levantan las sanciones ... la República Islámica está lista para volver a cumplir con sus obligaciones."

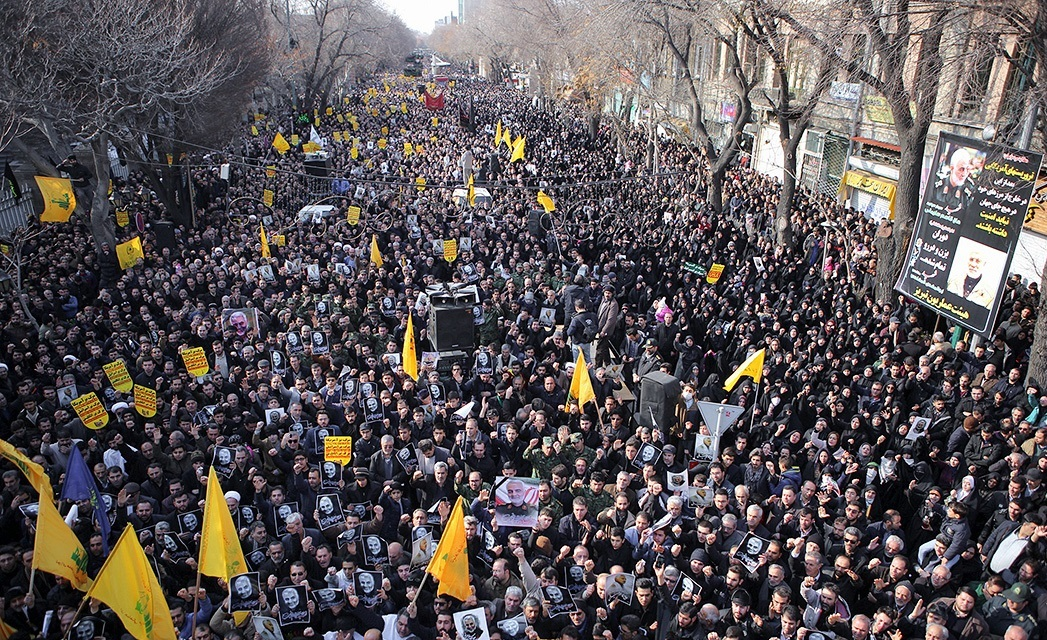
Manifestaciones en Irán por la muerte de Qasem Soleimani.

#### Funeral de Soleimani
Los restos de Soleimani y de las figuras iraníes muertas en el ataque llegaron a Irán el 5 enero, donde pasaron a formar parte de procesiones de luto en varias ciudades, primero en Ahvaz y más tarde en Mashhad, donde un millón de personas asistieron al duelo. Inicialmente se informó que Irán canceló la procesión fúnebre prevista en Teherán porque la ciudad no podría atender el número de asistentes esperado después de la participación en Mashhad;  sin embargo, se llevó a cabo el servicio en Teherán, en el que el Ayatola Alí Jamenei lloró públicamente mientras dirigía las oraciones para el funeral. Los medios estatales iraníes dijeron que la multitud de dolientes ascendía a "millones", supuestamente la mayor desde el funeral de 1989 del fundador de la República Islámica, el ayatolá Ruhollah Jomeiní.  Las autoridades iraníes planeaban llevar el cuerpo de Soleimani a Qom el 6 de enero para las procesiones públicas de luto, luego a su ciudad natal de Kermán para el entierro final el 7 de enero. Antes de que se completara la procesión nacional, varias obras de infraestructura, como el aeropuerto internacional de Ahvaz y una autopista en Teherán, ya habían recibido su nombre. El funeral fue boicoteado por críticos del gobierno actual utilizando el hashtag #IraniansDetestSoleimani por los crímenes de guerra del IRGC. El hashtag fue amplificado por cuentas "no auténticas" casi inmediatamente después de su creación.

#### Ataque en represalia
Poco después de la confirmación de la muerte de Soleimani, las agencias de espionaje estadounidenses supuestamente detectaron que los regimientos de misiles balísticos de Irán estaban en mayor preparación, pero no estaba claro en ese momento si se trataba de medidas defensivas, de precaución o una indicación de un futuro ataque contra las fuerzas estadounidenses.
El 8 de enero de 2020, las fuerzas iraníes lanzaron misiles balísticos contra la base aérea de Al Asad y una base aérea cerca de Erbil, ambas en Irak, donde se encontraba personal estadounidense. El Cuerpo de la Guardia Revolucionaria Islámica declaró que los ataques eran parte de su represalia por el asesinato de Soleimani. Inicialmente no se informó de víctimas iraquíes o estadounidenses.
Según la Agencia de Noticias de Estudiantes Iraníes (ISNA), el medio de comunicación estatal del país, Irán disparó "decenas de misiles tierra-tierra" contra la base y se atribuyó la responsabilidad de los ataques. Los ataques se desarrollaron en dos oleadas, con aproximadamente una hora de diferencia. El Pentágono dijo que estas bases estaban en alerta máxima después de señales de que el gobierno iraní estaba planeando ataques contra las fuerzas estadounidenses. Aunque el Pentágono cuestiona el número de los lanzados, ha confirmado que tanto la base aérea de Ayn al-Asad como la de Erbil fueron alcanzadas por misiles iraníes. Un portavoz militar del Comando Central de Estados Unidos dijo que se dispararon un total de 15 misiles. Diez misiles impactaron en la base aérea de Ayn al-Asad, uno en la base de Erbil y cuatro misiles fallaron. Otras fuentes confirmaron que dos misiles balísticos apuntaron a Erbil: uno alcanzó el aeropuerto internacional de Erbil y no explotó, el otro aterrizó a unas 20 millas (32,2 km) al oeste de Erbil. el 8 de enero, El viceministro de Defensa de Arabia Saudita, el príncipe Khalid bin Salmán, dijo que el Reino apoyaría a Irak y haría todo lo que estuviera en su poder para salvarlo del "peligro de guerra y conflicto entre partes externas". El mismo día, un avión de pasajeros ucraniano fue derribado por el ejército iraní sobre Teherán después de haber sido presuntamente confundido con un misil de crucero enemigo. Las 176 personas a bordo murieron, incluidos 82 iraníes y otras personas con doble ciudadanía.

### Precios del petróleo
Los precios mundiales del petróleo subieron moderadamente como reacción a la muerte de Soleimani a niveles no vistos en tres meses, antes de volver a caer. Tras el ataque con misiles de Irán, que no produjo víctimas mortales, los precios eran más bajos que antes del ataque aéreo que mató a al-Muhandis.

### Respuesta iraquí
El 4 de enero, se celebró en Bagdad la procesión fúnebre de Soleimani, al-Muhandis y los demás iraquíes e iraníes, a la que asistieron miles de dolientes que coreaban " muerte a Estados Unidos, muerte a Israel". También estuvo presente el primer ministro iraquí, Adil Abdul-Mahdi. El cortejo comenzó alrededor de la Mezquita Al-Kadhimiya, un lugar sagrado chiita en Bagdad, antes de dirigirse al complejo gubernamental y diplomático de la Zona Verde, donde se celebró un funeral de estado. Desde Bagdad, la procesión se trasladó a la ciudad santa chiita de Karbala y luego a Najaf, donde al-Muhandis y los demás iraquíes fueron enterrados, mientras que los ataúdes de Soleimani y los ciudadanos iraníes fueron enviados a Irán. Después de la procesión fúnebre en Bagdad, desconocidos dispararon cohetes de corto alcance hacia la embajada de Estados Unidos y hacia la base aérea estadounidense de Balad. El Comando Central de Estados Unidos, que supervisa las operaciones en Medio Oriente, dijo que ningún estadounidense resultó herido por los ataques esporádicos con cohetes del 4 de enero.

#### Estado de las tropas estadounidenses en Irak
Al-Manar informó que "en una sesión extraordinaria el domingo, 170 legisladores iraquíes firmaron un proyecto de ley que exige que el gobierno solicite la retirada de las tropas estadounidenses de Irak. Sólo se necesitan 150 votos para que el proyecto de resolución sea aprobado". Hay 329 legisladores en total. Rudaw Media Network describió a los 170 legisladores iraquíes que firmaron la ley como chiitas y que "la resolución del parlamento iraquí de expulsar a las tropas extranjeras no tiene consecuencias legales". Al Jazeera informó que la resolución decía: "El gobierno se compromete a revocar su solicitud de asistencia de la coalición internacional que lucha contra el Estado Islámico debido al fin de las operaciones militares en Irak y el logro de la victoria" y "El gobierno iraquí debe trabajar para poner fin a la presencia de tropas extranjeras en suelo iraquí y prohibirles el uso de su tierra, espacio aéreo o agua por cualquier motivo". La resolución fue aprobada en el parlamento iraquí. En respuesta a la votación, Trump amenazó a Irak con sanciones que "harían que las sanciones iraníes parecieran algo moderadas" y exigió el reembolso de las inversiones estadounidenses en instalaciones militares en Irak.

## Reacciones

### Irán
El líder supremo de Irán Alí Jamenei declaró tres días de duelo nacional, y prometió tomar «una fuerte venganza». El presidente de Irán Hasán Rohaní también declaró que Irán «se vengará». El excomandante del CGRI Mohsen Rezaee publicó que «Soleimani se unió a sus hermanos mártires, pero nos vengaremos vigorosamente de Estados Unidos».
El ministro de Relaciones Exteriores Mohammad Yavad Zarif publicó en Twitter que el ataque fue «una escalada extremadamente peligrosa e insensata» y emitió un comunicado diciendo que «la brutalidad y la estupidez de las fuerzas terroristas estadounidenses al asesinar al comandante Soleimani ... indudablemente fortalezará a los grupos de resistencia, unirá al pueblo iraní  y hará que las políticas estadounidenses en la región sean menos efectivas con el tiempo».

### Estados Unidos

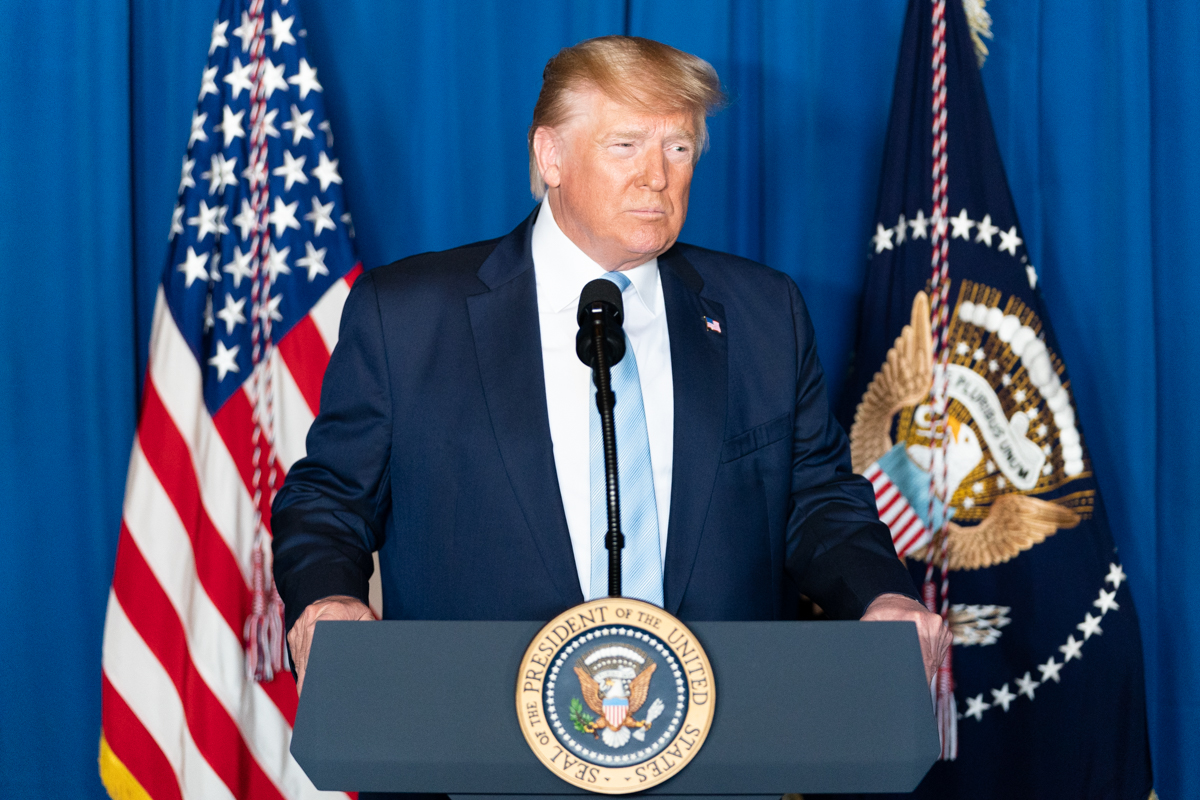
El presidente Trump dando declaraciones tras el bombardeo.

El presidente Donald Trump tuiteó una imagen de la bandera estadounidense poco antes de que Estados Unidos confirmara su responsabilidad por los ataques. Su primer comentario después del ataque fue un tuit diciendo: «¡Irán nunca ganó una guerra, pero nunca perdió una negociación!».
El secretario de Estado Mike Pompeo tuiteó un video que dijo que mostraba a los iraquíes celebrando la muerte de Soleimani en las calles de Bagdad. El exvicepresidente Joe Biden advirtió sobre una mayor escalada y declaró que Trump «acaba de arrojar un cartucho de dinamita en una caja de yesca». El senador Bernie Sanders hizo una declaración diciendo que «la peligrosa escalada de Trump nos acerca a otra guerra desastrosa en el Medio Oriente que podría costar innumerables vidas y billones de dólares más». El exconsejero de Seguridad Nacional John Bolton hizo un tuit calificando al ataque aéreo como «un golpe decisivo contra las actividades malignas de la Fuerza Quds de Irán en todo el mundo ... Espero que este sea el primer paso para el cambio de régimen en Teherán».
Al día siguiente del ataque, el Departamento de Defensa de los Estados Unidos anunció el despliegue en la región de 3.500 miembros de la 82.ª División Aerotransportada. Funcionarios del departamento declararon que el despliegue no estaba relacionado con el ataque aéreo, sino que se trataba de una «medida de precaución en respuesta a la intensificación de las amenazas contra las instalaciones y el personal estadounidense».
La embajada de los Estados Unidos en Bagdad pidió a los ciudadanos estadounidenses abandonar Irak inmediatamente «a ser posible en avión, y si no, por tierra hacia otros países». El alcalde de Nueva York Bill de Blasio ordenó aumentar la vigilancia en la ciudad ante una posible «represalia» en forma de ataque terrorista por parte de Irán.

### Irak
El primer ministro Adil Abdul-Mahdi condenó el ataque, calificándolo de asesinato y afirmando que fue un acto de agresión y una violación de la soberanía iraquí que conduciría a la guerra en Irak. Dijo que el ataque violó el acuerdo sobre la presencia de las fuerzas estadounidenses en Irak y que las salvaguardas para la seguridad y soberanía de Irak deben cumplirse con la legislación. Muqtada al-Sadr, líder de la Corriente Sadr y la milicia de Saraya al-Salam, ordenó a sus seguidores que «se preparen para defender a Irak».

### Reacciones internacionales
China e India instaron a la moderación a raíz del ataque y el Reino Unido alentó a todas las partes involucradas a reaccionar con cautela, diciendo que «un mayor conflicto no es de nuestro interés».
Alemania informó que la situación en el Medio Oriente ha llegado «a un punto de escalada peligroso» y el conflicto solo puede resolverse diplomáticamente. Turquía dijo creer que el ataque aéreo aumenta la inseguridad e inestabilidad en la región y está profundamente preocupado por las crecientes tensiones entre Estados Unidos e Irán.
Francia declaró que su prioridad es «estabilizar la región» y dijo que «nos hemos despertado en un mundo más peligroso». Siria condenó el ataque aéreo, y Rusia dijo creer que el incidente aumentaría las tensiones en Medio Oriente.
Israel apoyó el ataque, con el primer ministro, Benjamin Netanyahu, elogiando el ataque aéreo y diciendo que Trump había «actuado con rapidez, fuerza y decisión». Afirmó la alianza de Israel con los Estados Unidos y dijo que «Israel está con los Estados Unidos en su justa lucha por la paz, la seguridad y la autodefensa».El presidente de Brasil Jair Bolsonaro declaró: «Yo no tengo el poderío bélico que los estadounidenses tienen para opinar en este momento. Si lo tuviese, opinaría», pero en una entrevista dijo que una guerra entre los dos países sería «el fin de la humanidad» y se distanció del presidente Trump.
El Secretario General de las Naciones Unidas António Guterres manifestó preocupación por el ataque y pidió a los líderes «ejercer máxima precaución».El Secretario General de la OTAN Jens Stoltenberg, afirmó, tras una reunión del 6 de enero, "estamos unidos para condenar el apoyo de Irán a una variedad de diferentes grupos terroristas" y que "Irán debe abstenerse de más violencia y provocaciones".

### Otras reacciones
Hamás, el gobierno de facto de la Franja de Gaza, envió condolencias por la muerte de Soleimani y repudió el ataque.
En 2023, un partido de la Liga de Campeones de la AFC fue cancelado después de que el club saudí Al-Ittihad se negó a jugar debido a la presencia de bustos de Soleimani en el estadio iraní.

## Secuelas

### Hackeo a The Jerusalem Post
El 2 de enero de 2022, segundo aniversario del asesinato de Soleimani, el sitio web del Jerusalem Post fue pirateado y mostraba una ilustración que amenazaba al Centro de Investigación Nuclear Shimon Peres Negev de Israel. La imagen mostraba un misil balístico disparado desde un anillo rojo que llevaba en un dedo, una aparente referencia al notable anillo usado por Soleimani. También fueron atacadas las cuentas de Twitter del Jerusalem Post y Maariv. No estaba claro si el ataque fue patrocinado por el Estado o fue realizado por simpatizantes proiraníes.

### Ataque terrorista en Kermán
El 3 de enero de 2024, en un acto en conmemoración de su muerte, cuatro años después de su muerte, explotó una bomba en la ciudad iraní de Kermán, matando a 103 personas. Los medios estatales iraníes culpan a "terroristas" como autores del atentado, aunque no han especificado quiénes. El presidente iraní , Ebrahim Raisi, condenó los ataques y prometió llevar ante la justicia a los responsables del "acto atroz".